# Telega (Prahova)
Telega es una comuna ubicada en el distrito de Prahova, Rumania.

## Superficie
Posee una superficie de 40,15 kilómetros cuadrados.

## Demografía
Hasta 2021 la población era de 4990 habitantes, con una densidad de población de 124,3 habitantes por kilómetro cuadrado.